# リュドヴィク・シルヴェストル
リュドヴィク・シルヴェストル（Ludovic Sylvestre, 1984年2月5日 - ）は、フランス・ル・ブラン＝メニル出身の元サッカー選手。現役時代のポジションはミッドフィールダー。

## 経歴
EAギャンガン、RCストラスブールに所属していたがトップデビューには至らず、2004-05シーズンよりFCバルセロナBに移籍。翌2005-06シーズンの第34節セビージャFC戦にてトップデビューを飾り、最終節ではサミュエル・エトオの単独得点王を決定づけるゴールを演出する活躍を見せた。
2007年からチェコのACスパルタ・プラハでプレー。さらにFCヴィクトリア・プルゼニに半年間レンタル移籍した後、FKムラダー・ボレスラフに完全移籍している。2010年8月にプレミアリーグへ昇格したブラックプールFCへ移籍。
2016年9月12日、リーグ・ドゥのレッドスターFC93へ加入し母国に復帰した。
2018年夏、現役引退を発表した。

## 代表歴
2009年グアドループ代表として2009 CONCACAFゴールドカップのメンバーに選出されるも怪我の為辞退した。

## 所属クラブ
- FCバルセロナB 2005-2006
- FCバルセロナ 2006
- ACスパルタ・プラハ 2006-2008

→  FCヴィクトリア・プルゼニ　2008 (loan)
- FKムラダー・ボレスラフ 2008-2010
- ブラックプールFC 2010-2013
- チャイクル・リゼスポル 2013-2016
- レッドスターFC93 2016-2018

## タイトル
スパルタ・プラハ
- ガンブリヌス・リガ : 2006-07